# Google Trends
Google Trends — це публічний web-додаток корпорації Google, заснований на пошуку Google, який показує, як часто певний термін шукають по відношенню до загального обсягу пошукових запитів у різних регіонах світу і на різних мовах. На горизонтальній осі основного графіка представлено час (починаючи з деякого моменту в 2004), а на вертикальній — як часто термін шукали по відношенню до загального числа пошукових запитів в усьому світі. Під основним графіком відображається розподіл популярності за регіонами, містами і мовами. 5 серпня 2008 Google запустив Google Insights for Search, більш складну і передову службу відображення тенденцій пошуку.

## Довідкова інформація
Google Trends також дозволяє користувачеві порівнювати обсяг пошукових запитів за двома або більше пошуковими фразами. Додаткова особливість Google Trends полягає у його здатності відображати новини, пов'язані з пошуковими фразами, накладаючи їх на графік, що показує, як нові події впливають на пошукову популярність.
Джеремі Гінсберг та інші надали докази того, що дані Google Trends можуть бути використані для відстеження захворюваності на грип серед населення. Може бути представлена оцінка щотижневої активності грипу, оскільки відносна частота певних запитів значною мірою пов'язана з відсотком відвідувань лікаря, при якому у пацієнта виявляються симптоми грипу. Тобіасом Прейсом та іншими було показано, що існує кореляція між даними Google Trends за назвою компаній і обсягу відповідних біржових угод на щотижневому масштабі часу. Крім того, Google Trends все частіше використовується маркетологами з метою оцінки сезонності трендів та планування стратегій просування.

## Функції Google Trends
Використання сервісу Google Trends надає вільний доступ користувачів мережі до таких функцій як:
1) Огляд Google Trends (користувач вводить пошуковий термін або тему в пошукове вікно сервісу та отримує відповідний графік популярності (від 0 до 100) за певний період).
2) Порівняння Google Trends (окрім першого пошукового терміну (теми) користувач у додаткову закладку (+Додайте порівняння) вводить інформацію щодо 2, 3, 4 чи 5 пошукового терміну (теми) та отримуємо графік популярності (від 0 до 100) за всіма запитами в порівнянні).
3) Популярні пошукові запити. Щоденні тенденції пошуку (користувач може ознайомитися з найпопулярнішими пошуковими запитами за день (на рівні певної країни зі списку) в оберненому хронологічному порядку).
4) Популярні пошукові запити. Тенденції пошуку в реальному часі (користувач може ознайомитися з тенденціями пошуку в реальному часі). Для України ця функція поки є недоступною.
5) Рік у пошуку (користувач може ознайомитися з тенденціями пошуку за певний рік. Для України доступні дані за 2011-2021 роки, а для всього світу – за 2001-2021 роки). Інформація, наведена в розділі «Рік у пошуку» передбачає поділ на категорії, які можуть відрізнятися рік від року. Наприклад, найпопулярніші теми в Україні у 2022 році представлені за такими категоріями як «Найпопулярніші запити», «Персона року», «Пішли назавжди», «Українська географія» (в контексті тих місць, які постраждали найбільше від російської агресії), «Що таке?», «Покупка року».
6) Підписки (користувач може підписатися на оновлення останніх важливих подій за конкретними темами чи за популярними пошуковими запитами за день без прив’язки до якоїсь проблематики).

## Google Hot Trends
Google Hot Trends є доповненням до Google Trends, яке відображає 20 найкращих, «гарячих», тобто з найшвидшим зростанням, пошукових запитів за останню годину у Сполучених Штатах. Для кожного з пошукових термінів, він забезпечує 24-годинний графік обсягу пошукових запитів, а також записів блогів, новин і результатів пошуку в Інтернеті. Hot Trends має функцію відображення історії для охочих переглянути минулі «гарячі» пошукові запити. Hot Trends також можуть бути встановлені як гаджет iGoogle.

## Google Trends в Україні в 2023 році.
Першу позицію посів запит "Карта повітряних тривог". На другому місці був запит "Графік відключення світла", а на третьому - Пригожин. Також серед трендових запитів року - Deep State, Ізраїль та Каховська ГЕС.
У рейтингу персон, інтерес до яких зростав найбільше протягом року, першу сходинку посів міністр оборони України Рустем Умєров. Українці також цікавилися такими людьми, як Спартак Суббота, Олександр Усик, Кирило Буданов та Ірина Фаріон.
Щодо людей, які пішли назавжди у 2023 році, найбільше запитів було про керівника російських найманців Євгена Пригожина, співачку Ніну Матвієнко та міністра внутрішніх спав Дениса Монастирського.
У категорії "Фільми" у 2023 році українців найбільше зацікавив новий фільм Кристофера Нолана "Оппенгеймер", що розповідає про історію створення атомної бомби під керівництвом Роберта Оппенгеймера. Також в першій десятці - "Аватар 2: Шлях води", українська анімація "Мавка", найкасовіший фільм року у світі "Барбі" та трагікомедія українського режисера Антоніо Лукіча "Люксембург, Люксембург".
Серед телевізійних серіалів лідером став серіал "Венздей". Крім того, українці цього року шукали нові сезони серіалів "Гарний лікар", "Будиночок на щастя" та "Відьмак", а також турецькі драматичні серіали "Криваві квіти" та "Зимородок".
У категорії "Покупка року" українці більше всього цікавилися, де купити калій йодид. Також серед топових запитів щодо покупок - лідер минулого року генератор, онлайн квитки на "Укрзалізницю", нова модель iPhone та повербанк.
У 2023 році українські користувачі шукали, що таке гепатит А, Хамас та РЕБ. Крім того, українці намагалися з'ясувати значення слів "Редан", "Макеба" та "ІПСО".